# Église Saint-Jean de Limoges
L'église Saint-Jean de Limoges est une église située à Limoges dans le département de la Haute-Vienne en région Nouvelle-Aquitaine.

## Historique
Les vestiges de l'église et du baptistère en totalité, situés dans le sol de la place Saint-Etienne (non cadastré, domaine public) et dans le sol de la parcelle EO 72 sont classés au titre des monuments historiques par arrêté du 23 juin 2009.